# Klaus Nägelen
Klaus Nägelen (* 1927 in Hamburg) ist ein deutscher Schauspieler und Hörspielsprecher.

## Leben und Werk
Nach dem Studium an der Hochschule für Musik und Theater in Hamburg erhielt Nägelen Engagements an verschiedenen deutschen Theatern, wie z. B. am Schillertheater in Berlin. Seit 1972 ist er freiberuflich tätig, vor allem im Funk als Sprecher literarischer Texte, Autor kulturhistorischer Features. 1972 war er in der Serie Gefährliche Streiche zu sehen.
Nägelen sprach lange Zeit die Rolle des Professor Futura in der Jan-Tenner-Hörspielserie.
In den 1990er-Jahren zog sich Nägelen weitgehend ins Privatleben zurück. Er lebt in der Nähe von Bremen und ist bis heute gelegentlich als Sprecher auf Lesungen zu deutscher Literatur und Geschichte im norddeutschen Raum aktiv, so etwa zum 200. Geburtstag Theodor Fontanes 2019.

## Hörspielrollen
- 1953: Emil Gurdan: Sie klopfen noch immer … Oberfähnrich Karl Bruger; Regie: Eduard Hermann, u. a. mit Hermann Stein, Kurt Lieck und Hans Lietzau (NWDR Köln)
- 1963: Hans Daiber: Literatengekakel. Eine Funkgroteske; Regie: Charlotte Niemann, u. a. mit Charles Brauer, Armas Sten Fühler und Herbert Steinmetz (RB)

- Jan Tenner (Folge 1–46) ... Professor Futura
- Die kleinen Detektive (Folge 1–9) ... Theo Kernbacher
- Benjamin Blümchen (Folge 6) als Schulrat
- Benjamin Blümchen (Folge 25) als Kapitän
- Bibi Blocksberg (Folge 28) als Ethnologe Dr. Schnatt

## Filmrollen
- 1971: Das Jahrhundert der Chirurgen
- 1972: Gefährliche Streiche
- 1975: Kommissariat 9 (Fernsehserie) – Tamaro-Bau GmbH & Co. KG
- 1977: Direktion City
- 1978: Rosi
- 1982: Direktion City

## Hörbücher
- Isaak Babel:„Budjonnys Reiterarmee und andere Geschichten“. Gelesen von Peter Lieck, Wolfgang Engels, Klaus Nägelen, Rolf Boysen; mOceanOTonVerlag (2007), Vertrieb: Grosser + Stein, ISBN 978-3-86735-214-7. Aus der Reihe HörEdition der Weltliteratur.